# 李七庄街道
李七庄街道，是中华人民共和国天津市西青区下辖的一个乡镇级行政单位。

## 行政区划
李七庄街道下辖以下地区：
津涞花园社区、锦棠苑社区、集贤里社区、瑞城嘉园社区、杨楼社区、朗庭园社区、宏城御溪园社区、松江城社区、天房美域社区、新都庄园社区、锦程嘉苑社区、邓店社区、王兰庄社区、和瑞园社区、浩宇苑社区、东第家园社区、凌庄子社区、盛阳园社区、保富国际社区、边村、程村、于台村、王台村、蔡台村、辛院村、武台村、凌口村、高庄子村、小倪庄村、大倪庄村、王姑娘庄村、梨园头村和天津理工大学（主校区）社区。